# Zagora (Berg)
Der Jbel Zagora (arabisch جبل زكورة; auch bekannt als Tazagourt) ist ein annähernd 1000 m hoher Berg im Draa-Tal in der Region Drâa-Tafilalet bei der ca. 725 m hoch gelegenen Oasenstadt Zagora im Südosten Marokkos.

## Geologie
Der Jbel Zagora mit seinem spitzen Vor- und seinem eher flachen Hauptgipfel gehört geologisch zum Antiatlas und ist wie die meisten Erhebungen dieses uralten Gebirgszugs nahezu vegetationslos.

## Geschichte
Bereits im 11. Jahrhundert errichteten die berberischen Almoraviden an der Bergflanke eine Festung (kasbah), von der noch spärliche Überreste zu sehen sind. Seit der Kolonialzeit gibt es auf dem flachen Hauptgipfel eine Funk- und Radarstation der Armee.